# Скал, Дэвид Джон
Дэвид Джон Скал (англ. David John Skal; 21 июня 1952, Гарфилд-Хайгс, Огайо — 1 января 2024, Лос-Анджелес, Калифорния) — американский историк культуры, критик, писатель и комментатор, известный своими исследованиями и анализом фильмов ужасов и литературы ужасов.

## Биография
Скал изучал журналистику в Университете Огайо, где работал кинокритиком и помощником редактора в газете учебного заведения. Он получил степень бакалавра в 1974 году. После окончания обучения он прошёл стажировку в Национальном фонде искусств и стал директором по рекламе «Хартфорд Стэйдж Компани». Позднее он занимал должности в Американской консерватории в Сан-Франциско и в Theater Communications Group — некоммерческой организации со штаб-квартирой в Нью-Йорке, которая занимается продвижением профессионального некоммерческого театра в Соединённых Штатах. В течение 1980-х годов Скал написал три научно-фантастических романа: «Падальщики» (1980), «Когда мы были хороши» (1981) и «Антитела» (1988).
Первой научно-популярной работой Скала стала «Голливудская готика: Запутанная сеть Дракулы» 1990 года. В этой книге обсуждаются различные адаптации романа Брэма Стокера. В ней также содержится первое подробное исследование испаноязычного фильма о Дракуле, снятого в 1931 году. Кэтлин Куинн из New York Times похвалила Hollywood Gothic, написав: «Скал выслеживает самого популярного вампира Трансильвании с сухим остроумием и навыками прекрасного детектива». Кеннет Туран из Los Angeles Times назвал это издание «остроумным и всеобъемлющим». В 2004 году Дэвид Колтон из USA Today отметил, что книга «стала одним из важнейших чтений в этой области» и «подняла стандарты для исследователей ужасов».
В 1993 году Скал выпустил свою вторую научно-популярную книгу под названием «Книга ужаса. История хоррора в кино». В этой книге Скал анализирует историю фильмов ужасов, проводя параллели между этими фильмами и культурными кризисами того времени, такими как Первая мировая война, Вторая мировая война, споры о талидомиде и эпидемия СПИДа.
Скал сотрудничал с Элиасом Савадой в продюсировании фильма 1995 года «Тёмный карнавал: Тайный мир Тода Браунинга».
Также Скал часто выступал в телепрограммах и документальном кино о жанре хоррора — например, «100 самых страшных моментов в кино» и «Идеальный фильм ужасов».
Дэвид Дж. Скал являлся открытым геем.